# Corunna (Michigan)
Corunna è un comune degli Stati Uniti d'America, situato nello Stato del Michigan, nella Contea di Shiawassee, della quale è anche il capoluogo.